# Piper PA-46
Die Piper PA-46 ist ein einmotoriges Geschäftsreiseflugzeug des US-amerikanischen Flugzeugherstellers Piper Aircraft Corporation.

## Entwicklung
Bei der PA-46 handelt sich um einen Tiefdecker in Metallbauweise mit Einziehfahrwerk und Druckkabine. Er hat in seiner normalen Konfiguration Platz für vier bis sechs Passagiere. Die Entwicklung begann in den späten 1970er-Jahren. Der Erstflug des Prototyps PA-46-300T fand am 30. November 1979 statt. Der Erstflug der Serienversion 310P erfolgte dann im August 1982 und die Zulassung durch die FAA im September 1983. Von dieser wurden 404 Stück produziert. Die Kabine ist 3,76 m lang, 1,26 m breit und 1,19 m hoch.

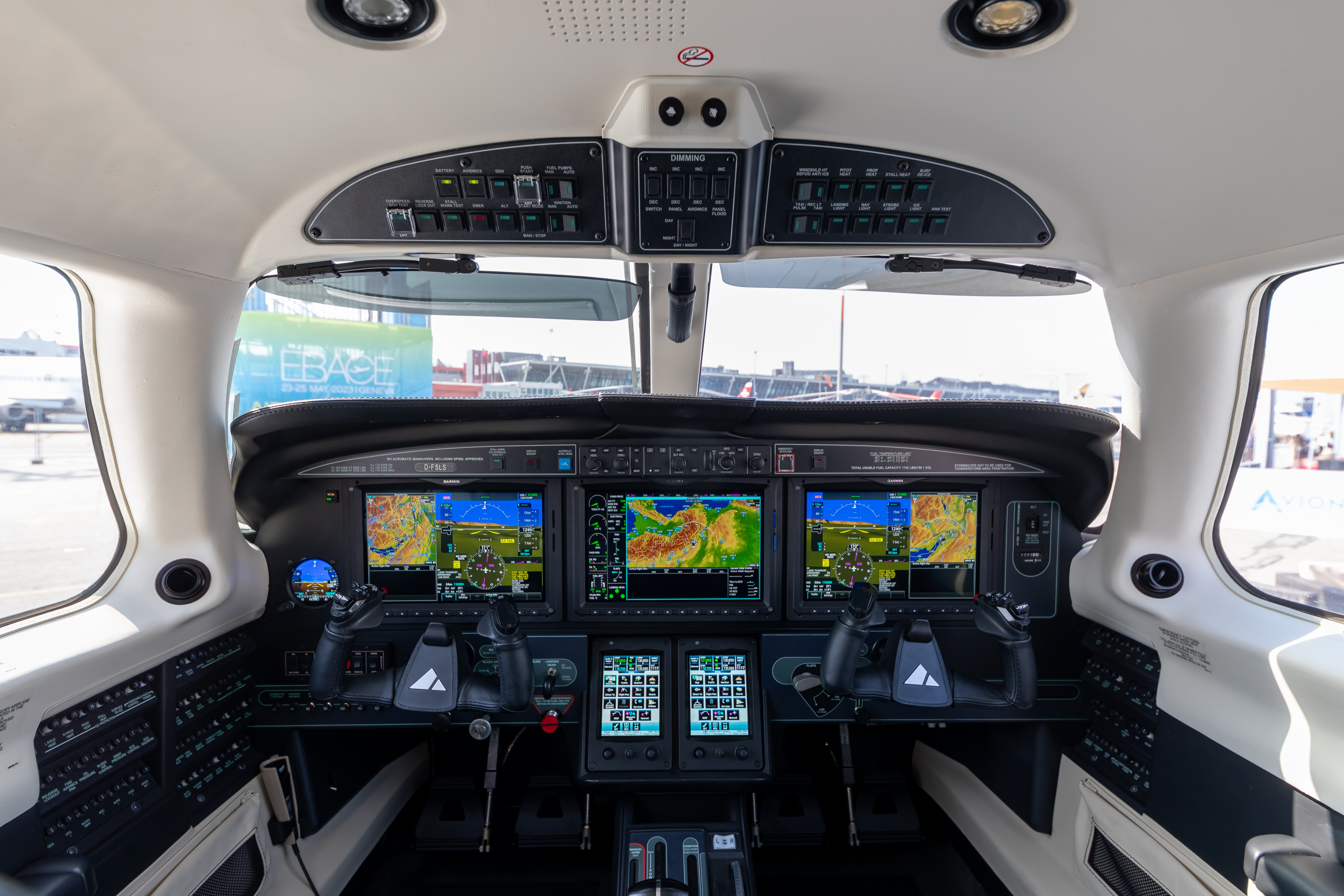
Cockpit der M600/SLS mit rotem Autolande-Knopf oberhalb des rechten Primary Flight Displays

Seit 2022 ist das Modell M600/SLS standardmäßig mit verbesserter Avionik auf Basis des Garmin G3000-Systems ausgerüstet. Dieses ermöglicht zahlreiche automatisierte Sicherheitsfunktionen bis hin zu völlig autonomer Landung, falls der Pilot ausfallen sollte. Bestehende M600 können teilweise mit dem System nachgerüstet werden.

## Versionen
- Malibu (PA-46-300T), Prototyp (noch ohne Druckkabine)
- Malibu (PA-46-310P), erste Serienversion mit Zweiblatt-Hartzell-Propeller
- Malibu Mirage/M350 (PA-46-350P), verbesserte Version mit neuem Antrieb und Dreiblatt-Hartzell-Propeller, geänderter Elektrik und neuer Innenausstattung, Erstflug 1998[5] Seit 2015 mit höherem Abfluggewicht und Garmin G1000 NXi ausgerüstet als M350 vermarktet.
- Malibu Meridian/M500 (PA-46-500TP), verbesserte Variante mit neuem Turboprop-Antrieb und Vierblatt-Hartzell-Propeller, Erstflug am 21. August 1998. Seit 2015 mit höherem Abfluggewicht und Garmin G1000 NXi ausgerüstet als M500 vermarktet.
- Matrix (PA-46-R350-T), preiswertere Version, welche im Oktober 2007 ihre Musterzulassung erhielt. Sie ist mit dem gleichen Antrieb, dem Glascockpit (von Avidyne) und dem Dreiblatt-Hartzell-Propeller ausgerüstet wie die Mirage, verfügt jedoch nicht über eine Druckkabine.[6] Wurde bis 2014 angeboten und dann aus dem Programm genommen.
- M600 (PA-46-600TP), vergrößerte Version der M500 als Geschäftsflugzeug positioniert. Mit neuem Flügeldesign, deutlich größerer Reichweite und Garmin G3000-Avionik.[7]

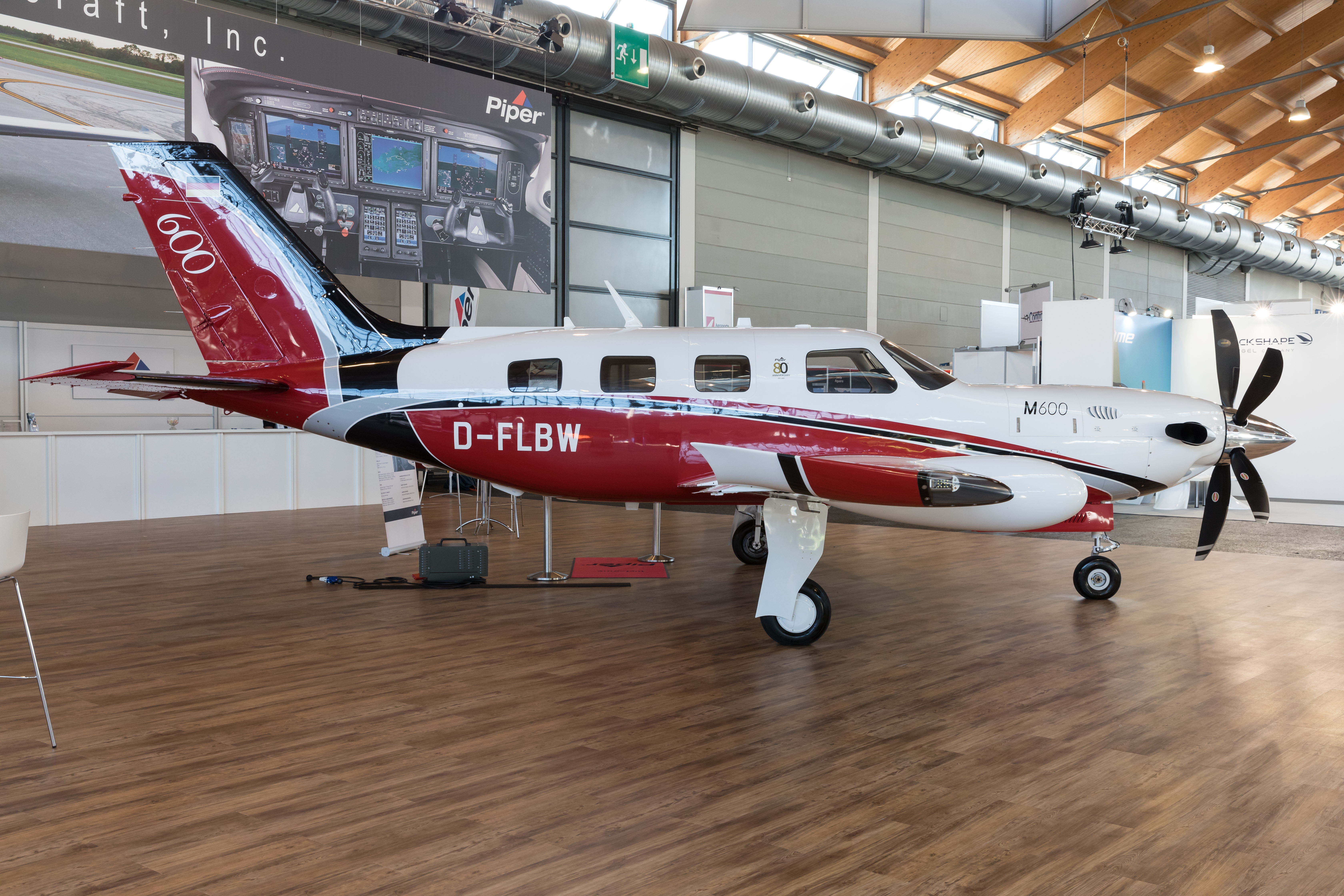
Piper M600 auf der AERO Friedrichshafen

## Technische Daten
|                       | Malibu                                                         | Malibu Mirage                                            | Malibu Meridian                                                | Matrix                                                   |
| --------------------- | -------------------------------------------------------------- | -------------------------------------------------------- | -------------------------------------------------------------- | -------------------------------------------------------- |
| Besatzung/Passagiere  | 1 / 5                                                          | 1 / 5                                                    | 1 / 5                                                          | 1 / 5                                                    |
| Länge                 | 8,66 m                                                         | 8,72 m                                                   | 9,02 m                                                         | 8,80 m                                                   |
| Spannweite            | 13,11 m                                                        | 13,11 m                                                  | 13,11 m                                                        | 13,11 m                                                  |
| Höhe                  | 3,44 m                                                         | 3,51 m                                                   | 3,44 m                                                         | 3,44 m                                                   |
| Leermasse             | 1066 kg                                                        | 1397 kg                                                  | 1549 kg                                                        | 1332 kg                                                  |
| max. Startmasse       | 1860 kg                                                        | 1950 kg                                                  | 2310 kg                                                        | 1969 kg                                                  |
| Höchstgeschwindigkeit | 434 km/h                                                       | 430 km/h                                                 |                                                                |                                                          |
| Reisegeschwindigkeit  | 398 km/h                                                       | 395 km/h                                                 | 485 km/h                                                       | 348 km/h                                                 |
| Startrollstrecke      |                                                                | 726 m                                                    | 743 m                                                          | 637 m                                                    |
| Landerollstrecke      |                                                                | 595 m                                                    | 643 m                                                          | 600 m                                                    |
| Dienstgipfelhöhe      |                                                                | 7750 m                                                   | 9144 m                                                         | 7620 m                                                   |
| Reichweite            | 2880 km                                                        | 2491 km                                                  | 1953 km                                                        | bis 2485 km                                              |
| Antrieb               | Continental TSIO-520 BE/SER, Sechszylinder mit 230 kW (320 PS) | Lycoming TIO-540-AE2A, Sechszylinder mit 257 kW (350 PS) | Pratt & Whitney Canada PT6A-42A, Turboprop mit 373 kW (500 PS) | Lycoming TIO-540-AE2A, Sechszylinder mit 257 kW (350 PS) |
| Listenpreis           |                                                                | 1.141.500 USD                                            | 1.896.500 USD                                                  | 900.000 USD                                              |

|                       | M350                                  | M500                                        | M600/SLS                                    |
| --------------------- | ------------------------------------- | ------------------------------------------- | ------------------------------------------- |
| Besatzung/Passagiere  | 1 / 5                                 | 1 / 5                                       | 1 / 5                                       |
| Länge                 | 8,80 m                                |                                             | 9,05 m                                      |
| Spannweite            | 13,11 m                               | 13,11 m                                     | 13,16 m                                     |
| Höhe                  | 3,44 m                                | 3,51 m                                      | 3,44 m                                      |
| Leermasse             | 1383 kg                               | 1397 kg                                     | 1656 kg                                     |
| max. Startmasse       | 1969 kg                               |                                             | 2722 kg                                     |
| Höchstgeschwindigkeit | 395 km/h                              |                                             | 507 km/h                                    |
| Reisegeschwindigkeit  |                                       |                                             | 485 km/h                                    |
| Startstrecke          | 637 m                                 |                                             | 803 m                                       |
| Landestrecke          | 600 m                                 |                                             | 810 m                                       |
| Dienstgipfelhöhe      | 7620 m                                |                                             | 9144 m                                      |
| Reichweite            | 2487 km                               | 2491 km                                     | 3071 km                                     |
| Antrieb               | Lycoming TIO-540-AE2A                 | Pratt & Whitney Canada PT6A-42A             | Pratt & Whitney Canada PT6A-42A             |
| Propeller             | Hartzell-Dreiblatt- Verstellpropeller | Hartzell-Vier-/Fünfblatt- Verstellpropeller | Hartzell-Vier-/Fünfblatt- Verstellpropeller |
| Avionik               | Garmin G1000 NXi                      | Garmin G1000 NXi                            | Garmin G3000                                |
| Listenpreis           | 1.178.610 USD                         | 2.040.000 USD                               | 2.928.000 USD                               |